# Simulium bifurcatum
Simulium bifurcatum är en tvåvingeart som beskrevs av Takaoka 2003. Simulium bifurcatum ingår i släktet Simulium och familjen knott. Inga underarter finns listade i Catalogue of Life.